# おでかけ交通
おでかけ交通（おでかけこうつう）は、福岡県北九州市各地において行われている公共交通事業（コミュニティ交通）である。コミュニティバスや乗合タクシーの形態で、市内の複数地域で運行されている。
既存バス事業者（西鉄バス北九州）の一般路線バスが廃止された地区（廃止代替バス）、あるいは高台などの路線バスのない地区、高齢化率が市の平均を上回る公共交通空白地区などを対象とする。運行地域の住民により組成した運営委員会が運営主体となり、交通事業者が運行を行い、北九州市が助成を行う。

## 概要

### おでかけ交通の誕生と発展
1999年に住民が市に対し「高台に住んでいる高齢者の足を確保できないのか」と要請を行い、それを受け北九州市は翌2000年7月に運行支援することを決定、同年10月31日から八幡東区枝光地区でジャンボタクシーによる試験運行を開始した。当初は2001年3月末をもって試験運行を終了する予定であったが、最終的には試験運行期間を1年延長し、2002年4月から本格運行へ移行した。
また2002年2月の道路運送法改正によりバス路線の廃止が自由化され、既存の一般路線バスの撤退が容易となった。そのため枝光地区でのコミュニティ交通を本格運行へ移行するにあたり、他の地区でも同様の事業ができないかと検討を開始。翌2003年4月1日から、木屋瀬・楠橋・星ヶ丘地区（八幡西区）・合馬・道原地区（小倉南区）・平尾台地区（小倉南区）の3地区も加わり、現在は枝光地区（八幡東区）・田代・河内地区（八幡東区）・大蔵地区（八幡東区）・恒見・喜多久地区（門司区）・東谷地区（小倉南区）・葛原地区（小倉南区）でも運行している。

### 運行の現状と採算性
運行に当たって北九州市では、以下の項目で運行するのに必要な支援をしている。
- 路線を運営する交通事業者に対して、運行開始時は最大460万円の助成金を支給。
- 路線を運営する交通事業者に対して、車両更新時は最大300万円の助成金を支給。
- 路線を運営する交通事業者の収支が赤字の場合、助成額 ＝ 赤字額 × 収支率という計算式で助成金支給。
- 試験運行をする地域に対して、最大40万円まで助成金支給。

また運行地域でも利用促進のため、年2回の回数券購入キャンペーンを開催し、回数券の特売に加え、大抽選会や九州の郷土料理「だご汁」を振る舞うなどのイベントを実施したり。運行資金捻出のため地元企業の協賛金や町内会会費の一部を充てる取り組みを行ったり、コスト削減のため地域住民が自らバス停留所の表示をスプレー書きしたり、時刻表を個人宅の壁に貼るなどして、地域全体で「おでかけ交通」を守る活動をしている。それでも枝光地区以外では採算が取れていないのが現状で、廃止前に一般路線バスを利用していても「おでかけ交通」への移行後は利用していないという住民もいる。
過去には桜丘地区（小倉北区）、太刀浦地区（門司区）でも運行されていたが、いずれも採算が合わず運行を休止している。

## 枝光地区

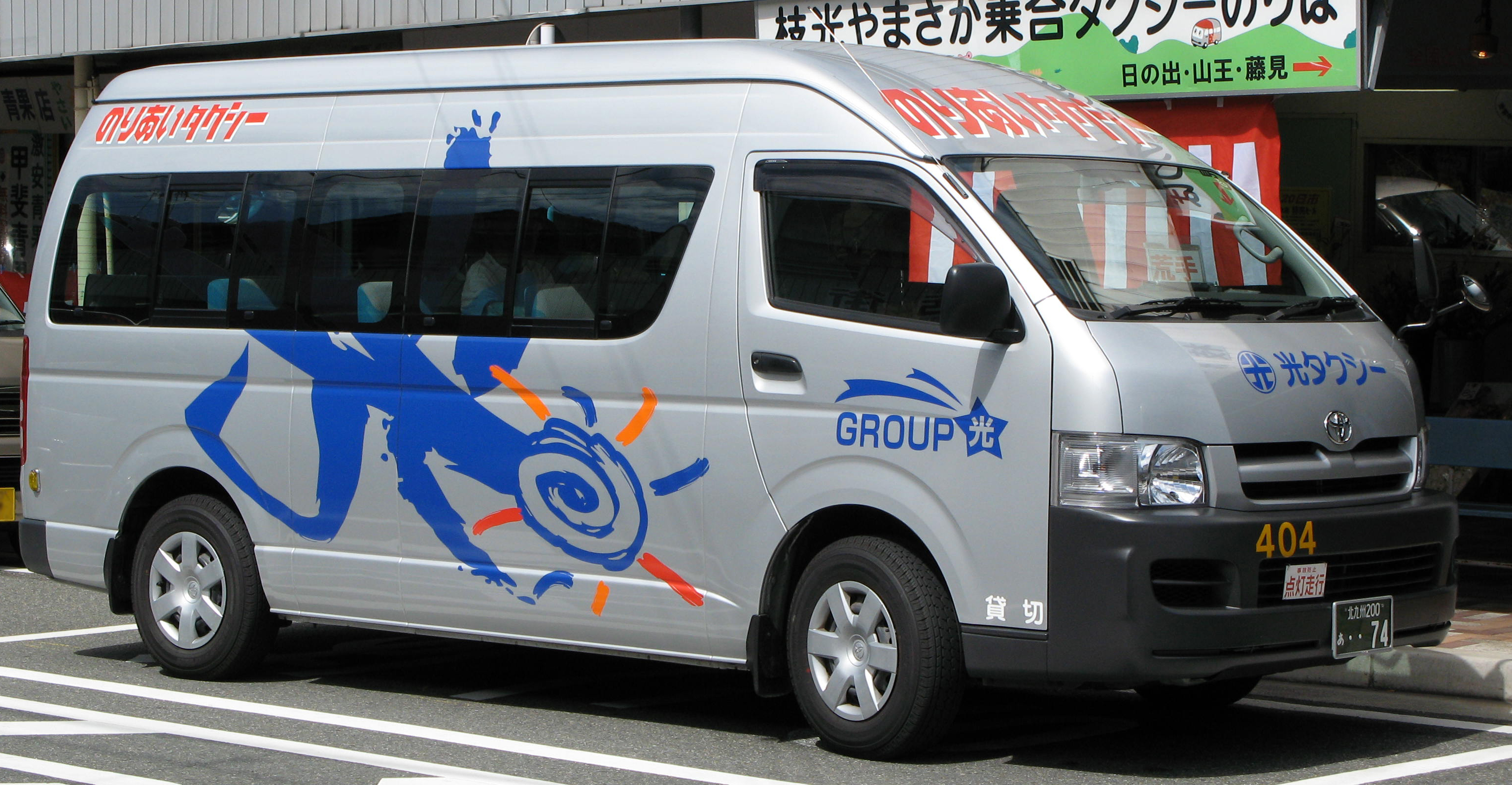
枝光やまさか乗合タクシーの車両（14人乗り）

おでかけ交通としては最も早く、2000年10月31日から運行開始されている路線で、八幡東区北東部の枝光駅東側にある丘陵地に広がる狭隘で坂の多い住宅地で運行される。枝光やまさか乗合タクシーの愛称が付けられている。
枝光北・南やまさか乗合ジャンボタクシー運営委員会を運営主体とする。運行開始以来、枝光地区に事業所を置く光タクシーが運行していたが、2024年に同社が破産したため八幡第一交通に移管された。
全便日曜・祝祭日は運休。運賃は1回200円（小学生以上）。18枚綴りの回数券がある。
車両はトヨタ・ハイエースの14人乗り1台、9人乗り1台を使用する。当初は9人乗りのジャンボタクシー車両のみを使用していたが、現在はバス扱い（2ナンバー登録）となる14人乗りの車両も使用されている。
路線は全て、片経路の循環路線である。当初は枝光ルート・荒手ルート・山王ルート・藤見ルートの4ルートだったが、その後ルートの新設・変更があり、現在は以下の5ルートで運行する。
荒手ルート
枝光本町商店街 → 諸富医院前 → ローソン宮田町店 → 九国大附属高校前 → （元）西牟田商店 → 荒手一丁目 → エメラルドタウン前 → 諸富医院前 → 枝光本町商店街
枝光ルート
枝光本町商店街 → 諸富医院前 → ローソン宮田町店 → 枝光小学校前 → エメラルドタウン前 → 諸富医院前 → 枝光本町商店街
日の出ルート
枝光本町商店街 → 日の出南団地前 → 日の出二丁目 → 小学校体育館裏 → 日の出一丁目 → 諸富医院前 → 枝光本町商店街
山王・藤見ルート
枝光本町商店街 → 沖重医院前 → 山王郵便局前 → 宝田商店前 → 誠光園下 → 日の出南団地前 → 第3藤見町 → 日の出南団地前 → 枝光本町商店街
山王ルート
枝光本町商店街 → 沖重医院前 → 枝光南市民センター前 → 山王郵便局前 → 宝田商店前 → 誠光園下 → 枝光八幡宮 → 枝光本町商店街

## 田代・河内地区
経路（往復運行）
田代 - 田代入口 - 奥田入口 - 河内小学校前 - 宮前 - 三本松 - 東河内 - 登山口 - 上重田 - サンキュードラッグ前
八幡東区南部の山間部の集落である河内地区および田代地区で運行される路線で、西鉄バス北九州が56番河内〜中畑線の上重田以南を廃止したのを受け、代替として2011年10月1日より運行されている。田代・河内地区おでかけ交通運営委員会が運営し、第一交通産業グループの八幡第一交通が運行する。
運賃は高校生以上400円、中学生以下200円。平日7往復、土日祝日2往復設定されているが、前日までに予約のあった便に限り運行する。4人乗りの小型タクシー車両を使用する。

## 大蔵地区
八幡東区中央部の旧国道3号（県道大蔵到津線、県道八幡戸畑線）南側一帯の丘陵地に広がる住宅地で運行される路線である。バス路線がない高台住宅地で住民の高齢化が進行していることにより2011年10月1日から運行開始し、2012年9月3日に本格運行が開始された。
路線はすべて片経路の循環路線で、西鉄バス大蔵バス停付近の旧国道3号から南西に向かう勝山ルート、真南に向かう羽衣ルート、西に向かう末広ルートがある。大蔵地区おでかけ交通運営委員会を運営主体とし、南国興業が運行する。
※主要停留所のみ記載
勝山ルート
サンキュードラッグ → 信用金庫前 → 北野刃物店前 → 親和通り → 信用金庫前 → 麻生病院下 → 勝山北団地入口 → 高速道路下 → 勝山南団地 → 高速道路下 → 勝山北団地入口 → 麻生病院下 → 信用金庫前 → 北野刃物店前 → 親和通り → 信用金庫前 → サンキュードラッグ
羽衣ルート
サンキュードラッグ → 信用金庫前 → 北野刃物店前 → 親和通り → 羽衣中公園入口 → 稗田公園入口 → 防火水槽前 → 稗田公園入口 → 羽衣中公園入口 → 北野刃物店前 → 親和通り → 信用金庫前 → サンキュードラッグ
末広ルート
サンキュードラッグ → 信用金庫前 → 北野刃物店前 → 親和通り → 大蔵ファミリーハイツ → 吉田興産前 → 第2尾倉団地 → 北野刃物店前 → 親和通り → 信用金庫前 → サンキュードラッグ
勝山ルートは6本運行でうち始発1本が勝山南団地発。羽衣ルートは10本運行でうち始発1本が防火水槽前発。末広ルートは午前・午後1本ずつの2本運行。
土曜・日曜・祝日は全便運休。運賃は200円均一。トヨタ・ハイエースのジャンボタクシー車両を使用する。

## 木屋瀬・楠橋・星ヶ丘地区

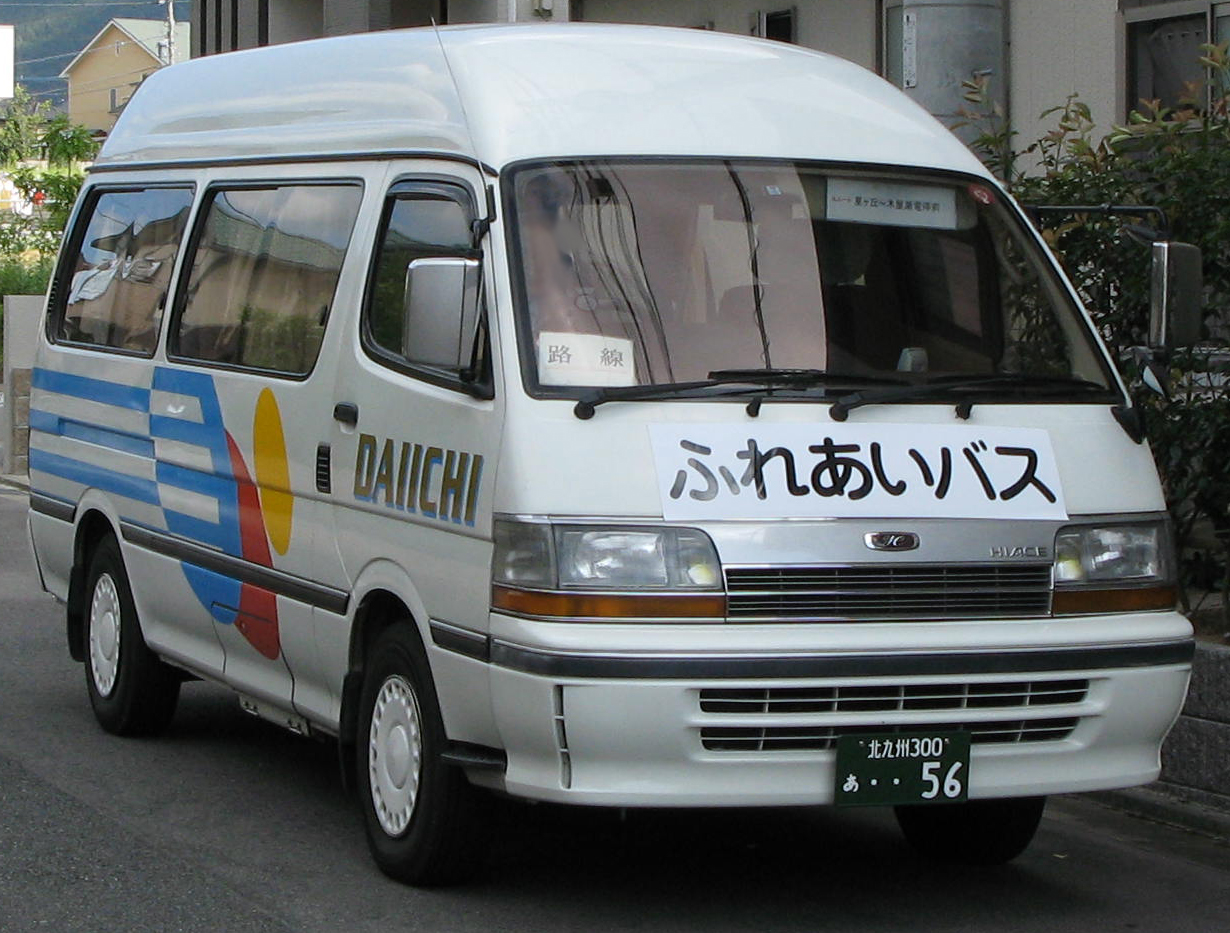
ふれあいバスの車両

八幡西区南西部の筑豊電気鉄道木屋瀬駅周辺の住宅地を循環する路線で、西鉄バス遠賀がこの地域のバス路線を廃止したことを受け、2003年4月1日から運行開始されている。八幡南地区おでかけ交通運営委員会を運営主体とし、第一交通産業グループの第一観光バス（北九州営業所）が運行する。ふれあいバスの愛称が付けられている。
経路（片経路の循環路線）
新地 → 木屋瀬三丁目 → 木屋瀬駅前 → 木屋瀬市民センター → 医療団地 → 西田医院前 → ミスターマックス → 真名子 → 緑おの膳前 → 南寄 → 緑ヶ丘 → 野面（のぶ） → 野面四つ角 → 農協前 → 深田 → 栄町 → 星ヶ丘市民センター前 → 笹田 → 星ヶ丘一丁目 → 星ヶ丘東公園 → 星ヶ丘四丁目 → イオン入口 → 星ヶ丘五丁目 → 星ヶ丘整骨院前 → 星ヶ丘市民センター前 → 栄町 → 深田 → 農協前 → 野面四つ角 →  野面 → 緑ヶ丘 → 南寄 → 緑おの膳前 → 真名子 → ミスターマックス → 西田医院前 → 医療団地 → 木屋瀬市民センター → 木屋瀬電停前 → 木屋瀬三丁目 → 新地
運賃は1回200円（小学生以上）。11枚綴りの回数券がある。1日9本が運行される。朝の始発1本のみ笹田始発。全便土曜・日曜・祝日は運休。
トヨタ・ハイエースのジャンボタクシー車両を使用する。

## 合馬・道原地区

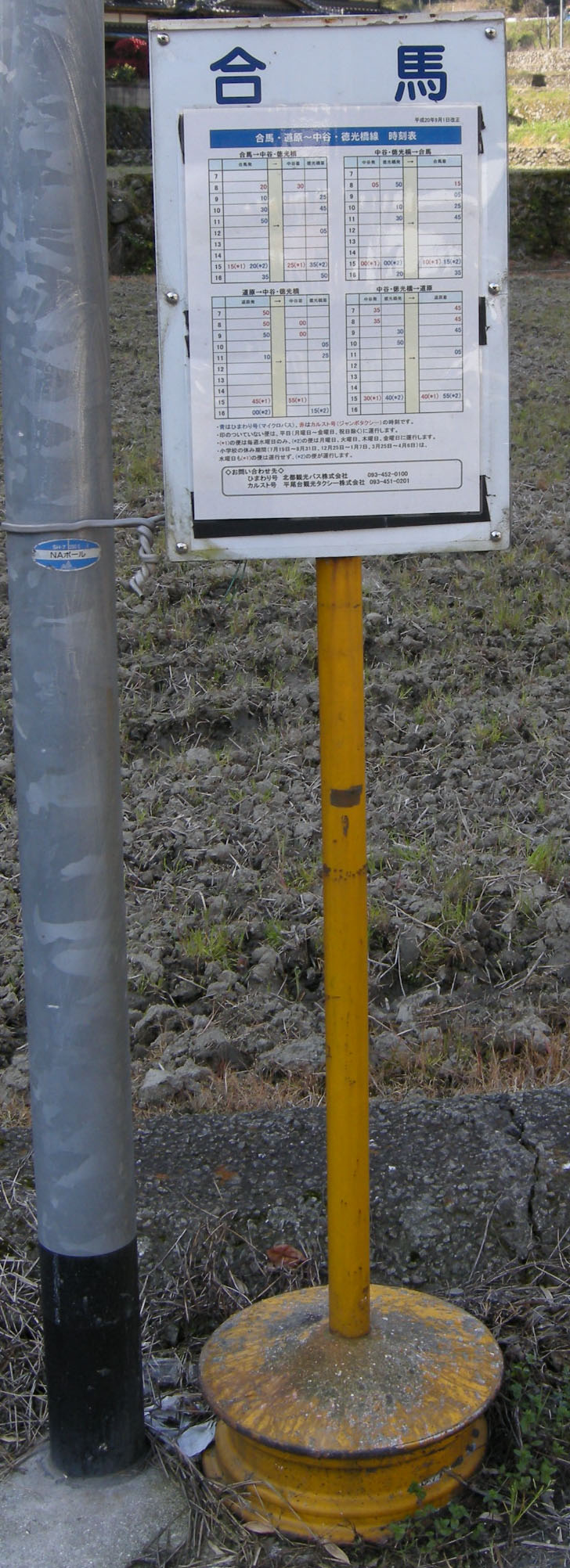
合馬・道原地区の停留所

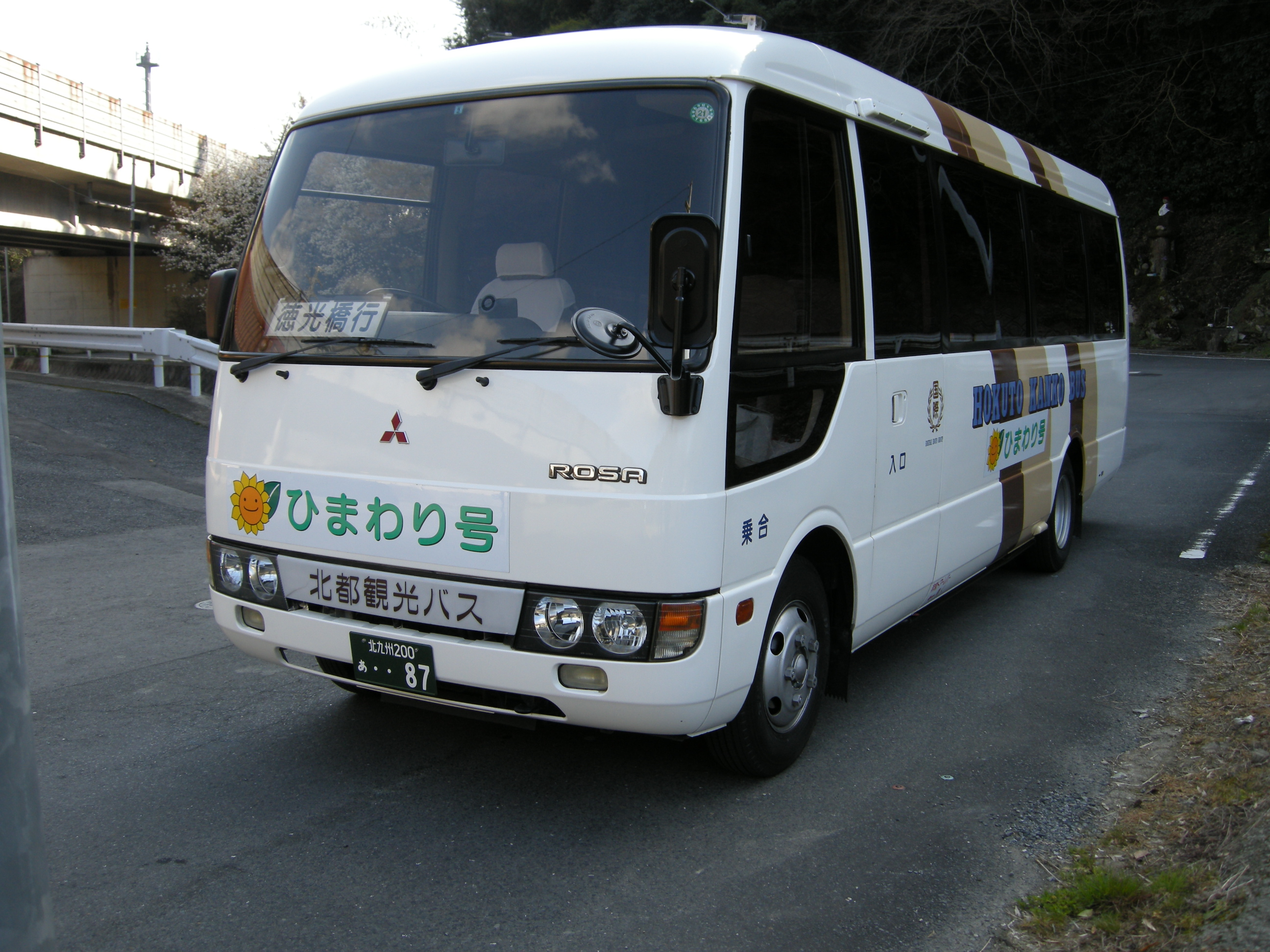
かつて運行していた北都観光バスの車両

小倉南区西部の山間部の集落と、西鉄バス中谷営業所のある中谷地区を結ぶ路線で、西鉄バス北九州がこの地域のバス路線を廃止したことを受け、2003年4月1日から運行している。中谷地区の西にある合馬（おうま）発着の路線と、中谷地区の南西にある道原（どうばる）に発着する路線がある。合馬・中谷地区おでかけ交通運営委員会を運営主体とし、ひまわりタクシーが事業主体となり運行するほか、平尾台観光タクシーが協力会社となり一部の便を運行している。
路線に関係なく、ひまわりタクシーの便にはひまわり号、平尾台観光タクシーの便には同社が平尾台方面で運行するおでかけ交通（後述）と同じくカルスト号の愛称が付けられている。運行開始当初はひまわり号は北都観光バスのマイクロバスによる運行であったが、2013年11月1日より北都観光バスが撤退し、同グループのひまわりタクシーによる乗合タクシーに切り替えられ、全便が乗合タクシーとなった。
路線は以下の2ルートで、いずれも往復運行。
合馬発着
徳光橋（ひまわり号のみ） - 中谷営業所 - 両谷出張所 - 吉兼 - 網代橋 - 竹林公園 - 下合馬 - 合馬小学校 - 三岳入り口 - 屋敷 - 麻生橋 - 合馬
道原発着
徳光橋（ひまわり号のみ） - 両谷出張所 - 菅生中学校 - 岡入り口 - 山本 - すがお小学校 - 春吉 - 新月 - 眼鏡橋 - 長尾野 - 松ヶ鼻 - 道原
合馬発着は6往復中朝の1往復が平尾台観光タクシーの担当。道原発着は5往復中朝の2往復が平尾台観光タクシーの担当。ひまわりタクシーは徳光橋を起終点とし、中谷にも停車する。平尾台観光タクシーは中谷を起終点とする。
吉兼 - 合馬間および菅生中学校 - 道原間はフリー乗降区間。徳光橋 - 両谷出張所間は既存の西鉄バス北九州の路線があるためクローズドドア区間（この区間内のみの利用は不可）。
土曜・日曜・祝日は全便運休。運賃は吉兼・菅生中学校 - 中谷・徳光橋間が大人100円で、それ以外の区間は大人300円、小学生以下は200円、3歳未満は無料。21枚綴りの回数券がある。
両社ともトヨタ・ハイエースのジャンボタクシー車両を使用する。

## 平尾台地区
| 車両※写真の「平尾台観光タクシー」はかつての運行会社ですでに解散  |  | 平尾台観察センター停留所 |
| 車両 ※写真の「平尾台観光タクシー」はかつての運行会社ですでに解散 |  | 平尾台観察センター停留所 |

経路（往復運行）
中谷車庫 - JR石原町駅 - 平尾台入口 - 興農会前 - 梨本橋 - 井手浦口 - 吹上峠 - 平尾台自然の郷 - 平尾台自然観察センター前
小倉南区の中谷車庫およびJR石原町駅と同駅南東の集落および平尾台を結ぶ路線。カルスト号の愛称が付けられている。西鉄バス北九州が平尾台への路線を廃止したのを受け、代替として2003年4月1日から運行しており、平尾台に至る唯一の公共交通となっている。東谷地区まちづくり協議会を運営主体とし、ひまわりタクシーが運行する。
定期便は3月20日から11月30日までの土曜・日曜・祝祭日のみ運行され、4往復の運行である。この他に、3名以上の予約で9時から17時までの随時に運行する予約便がある。予約便は定期便の運休日であっても予約があれば運行される。
運賃は区間制で400円（子供200円）、500円（同300円）、600円（同300円）の3段階。3歳未満は無料。300円券21枚綴り、および200円券21枚綴りの回数券がある（価格は20枚分）。
トヨタ・ハイエースのジャンボタクシー車両を使用する。

## 恒見・喜多久地区
西鉄バス北九州が門司区東部の喜多久地区に至る42番門司ローカル線や同南東部の恒見地区の海岸近くを通る47番・48番大里線を廃止したのを受け、代替としてこれらの地区で運行される。恒見・喜多久地区おでかけ交通運営委員会を運営主体とし、第一交通産業グループの北九州第一交通（門司港営業所）が運行する。
2011年10月1日より試験運行として運行開始され、2013年9月1日から本格運行となっている。
運賃は大人250円、高校生200円、中学生以下100円均一。
恒見地区巡回ルート
新門司住宅団地入口 → 新門司臨海工業団地口 → 松ヶ江交番 → 新門司二丁目 → 新門司福祉センター → 浦中公園 → 浦中 → 遠郷 → 蓮花 → 宇部セメント → 井の浦 → 掛松 → 井の浦口 → 小井藤峠 → 山田 → 変電所前 → あげ → 恒見東 → 新門司住宅団地入口
恒見・喜多久ルート
新門司住宅団地入口 → 新門司臨海工業団地口 → 貴船神社 → 喜多久 → 貴船神社 → 大積東口 → 新門司住宅団地入口
上記2ルートは通しで乗車可能。平日は恒見地区巡回ルートのみの便が12本、恒見地区巡回ルートと恒見・喜多久ルートの直通が4本の計16本が運行される。祝日以外の土曜日は恒見・喜多久ルートは運休し、恒見地区巡回ルートのみ14本が運行される。日曜・祝日は全便運休。
9人乗りのトヨタ・ハイエースのジャンボタクシー車両が使用される。

## 東谷地区
西鉄バス北九州が小倉南区南部の東谷地区から撤退したのを受け、日田彦山線や北九州モノレール、サンリブもりつね方面への連絡として2023年4月1日から運行を開始している。勝山自動車によってジャンボタクシーが運行されている。
運行経路（往復運行、主要停留所のみ）
頂吉越 - 呼野 - 市丸 - 木下 - 山ケ迫 - JR石原町駅 - 小倉鉄工団地 - 中谷 - 徳力嵐山口 - 徳力公団前 - 守恒
乗降制限があり、中谷 - 守恒間のみの乗車は不可。運行本数は平日・土曜日に頂吉越発は6本、頂吉越行きが5本（日曜祝日・年末年始は全便運休）。運賃は大人600円、子供300円であり、大人は10枚で5700円の回数券も存在する。

## 葛原地区
2023年4月3日に運行を開始した乗合タクシー。太陽交通葛原営業所が運行を行う。
運行経路
葛原地区 - 葛原本町六丁目・サンリブシティ小倉
平日のみ、葛原地区発が3便、葛原地区行きが4便設定されているが、前日までに予約がなければ運行しない（土日祝の運行はない）。運賃は小学生以上が一律300円。

## 桜丘地区（運行休止中）
Aルート
マルショク - 富野市場 - 桜丘市民センター - 八景園入口 - 富野台北公園前 - 富野台上西 - 富野台北公園下 - 赤坂第九 (1) - エメラルド - 桜丘市民センター - 大谷通り下 - マルショク
Bルート
マルショク - 富野市場 - 桜丘市民センター - 八景園入口 - 富野台北公園前 - 富野台上西 - 富野台北公園下 - 赤坂第九 (1) - 赤坂第九 (2) - エメラルド - 八景園入口 - 桜丘市民センター - 大谷通り下 - マルショク
※主要停留所のみ記載。
バス路線がなかった小倉北区の北東端の高台にある富野地区（主に桜丘小学校校区）の住宅地を結ぶ路線として、2005年3月1日から運行開始された。ミニバスの愛称が付けられていた。桜丘校区生活交通運営委員会が運営し、恒見・喜多久地区と同じく北九州第一交通（門司港営業所）が運行していた。
運賃は1回200円、小中学生100円。小学生未満は無料。全便火曜・木曜のみ（祝祭日は運休）。ジャンボタクシー車両を使用していた。
2008年10月運行休止。

## 太刀浦地区（運行休止中）
門司区北東部の太刀浦地区と西鉄バス門司営業所のある田野浦とを結ぶ路線で、西鉄バス北九州が7番門司〜戸畑・八幡線の太刀浦埠頭入口 - 太刀浦間を廃止したのを受け、2011年12月12日から2012年9月30日までの試行として運行開始した。田野浦地区おでかけ交通運営委員会を運営主体とし、恒見・喜多久地区と同じく北九州第一交通（門司港営業所）が運行していた。
運賃は250円。田野浦と太刀浦のみに停車し、平日のみ7.5往復が設定され、前日までに予約のあった便に限り運行される。土曜・日曜・祝日は全便運休。4人乗りの小型タクシー車両を使用する。
2012年9月30日限りで試行期間が終了し、正式運行に至らず運休中。

## 戸畑高台地区（運行休止中）
戸畑区南部の高台を地域を運行する路線。2016年10月1日から同年12月1日までの試行として運行開始した。北九州タクシー協会戸畑地区会員の5社が事業主体となり運行する。
運賃は250円。祝日を除く火・木・土曜日に2往復運行。4人乗りの小型タクシー車両を使用していた。
2016年12月1日限りで試行期間が終了し、正式運行に至らず運休中。
経路（往復運行）
高峰団地 - 椎ノ木第2団地 - 椎ノ木配水池 - 椎ノ木団地 - 西大谷2丁目 - 西大谷第2団地 - 東大谷第2団地 - 東大谷1丁目 - マルショク天籟寺